# Estadio Manuel Ferreira
Estadio Manuel Ferreira – wielofunkcyjny stadion w Asunción, stolicy Paragwaju. Został wybudowany w 1964. Pierwotnie stadion był w stanie pomieścić 22 000 osób. Obecnie jest używany głównie do meczów piłki nożnej. Swoje mecze rozgrywa na nim drużyna piłkarska Club Olimpia. Obiekt posiada nawierzchnię trawiastą. Obok głównego obiektu znajduje się stadion lekkoatletyczny.